# Acropteris costinigrata
Acropteris costinigrata es una especie de polilla del género Acropteris, familia Uraniidae.
Fue descrita científicamente por Warren en 1897.

## Distribución
Se encuentra en Camerún, Ghana y República Democrática del Congo.